# Leslie Hore-Belisha
Leslie Hore-Belisha, 1°. Barón Hore-Belisha, (en inglés británico: / ˈhɔːr bəˈliːʃə /) (7 de septiembre de 1893, Londres, Reino Unido - 16 de febrero de 1957, Reims, Francia) fue un abogado, militar y político liberal británico de origen judío, luego miembro del parlamento y del gabinete ministerial. Más tarde se unió al Partido Conservador. Demostró un gran éxito en la modernización del sistema de carreteras británico en 1934–37 como Ministro de Transporte. Como Secretario de Guerra, 1937–1940, se peleó con los generales al mando y fue destituido en 1940. El antisemitismo desempeñó un papel en el bloqueo de su nombramiento como Ministro de información.
Su nombre todavía está ampliamente asociado en el Reino Unido con las "Balizas Belisha" de color ámbar que se instalaron en los pasos de peatones mientras era Ministro de Transporte.

## Primeros años y educación
Hore-Belisha nació como Isaac Leslie Belisha en Hampstead, Londres, el 7 de septiembre de 1893. Era el único hijo de la familia judía de Jacob Isaac Belisha, gerente de una compañía de seguros, y su esposa, Elizabeth Miriam Myers. Su padre murió cuando tenía menos de un año. En 1912, en Kensington, su madre viuda se casó con el Sir Charles F. Adair Hore, Secretario Permanente del Ministerio de Pensiones. Leslie Belisha adoptó el apellido de dos cañones. La teoría de que cambió su nombre de Horeb-Elisha (para no parecer judío) parece carecer de fundamento; Es probable que el nombre Belisha se haya originado como D'Elisha o como una variante del apellido albanés Berisha.
Hore-Belisha fue educado en Clifton College donde estaba en la casa de Polack. Continuó sus estudios en París y Heidelberg, antes de asistir al St John's College, Oxford, donde fue presidente de la Oxford Union Society. Mientras estaba en Heidelberg, se convirtió en miembro de Die Burschenschaft Frankonia Heidelberg en 1912. Durante la Primera Guerra Mundial, se unió al ejército británico y sirvió en Francia, Flandes y Salónica y terminó la guerra con el rango de mayor en el Cuerpo de Servicio del Ejército. Después de la guerra y de abandonar el ejército, regresó a Oxford y, en 1923, se calificó como abogado.

## Vida privada
En 1944, a los 51 años, en el noreste de Surrey, se casó con Cynthia Elliot, hija de Gilbert Compton Elliot. No tuvieron hijos.

## Muerte
Mientras dirigía una delegación parlamentaria británica a Francia en febrero de 1957, colapsó mientras pronunciaba un discurso en el ayuntamiento de Reims y murió unos minutos después. La causa de la muerte se dio como una hemorragia cerebral. La baronía murió con él porque no tenía hijos. Lady Hore-Belisha murió en julio de 1991, a la edad de 75 años.

## Rol ficticio
H. G. Wells en The Shape of Things to Come, publicado en 1934, predijo una Segunda Guerra Mundial en la que Gran Bretaña no participaría, pero trataría en vano de lograr un compromiso pacífico. En esta visión, Hore-Belisha fue mencionado como uno de varios británicos prominentes que pronunciaron "brillantes discursos pacíficos" que "resonaban en toda Europa" pero no terminan la guerra. Los otros posibles pacificadores, en la visión de Wells, incluían a Duff Cooper, Ellen Wilkinson y Randolph Churchill.
- Datos: Q122522
- Multimedia: Leslie Hore-Belisha / Q122522